# Maestro (gremio)
El maestro era el miembro del gremio que poseía un taller artesano y que podía contar para realizar su trabajo con algún oficial, al que pagaba un salario, y con algún aprendiz, al que estaba enseñando el oficio y que vivía en el propio taller sin recibir ningún tipo de remuneración.

## Historia
Desde finales del siglo XIV, el oficial que quería montar su propio taller, para lo que necesitaba tener la categoría de maestro, debía aprobar un riguroso examen consistente en la realización de una «obra maestra» que demostrara su dominio del oficio, previo pago de unas cantidades de dinero bastante elevadas. En muchos casos los hijos de los maestros estaban dispensados o bien del pago de los derechos de examen, o bien de realizar la prueba, y en ocasiones de las dos cosas, lo que levantó las protestas de los oficiales.
Entre otras medidas para evitar la competencia entre los diversos talleres las reglamentaciones gremiales limitaban el número de oficiales y de aprendices que podía emplear cada maestro.
Los maestros dominaban los gremios pues solo ellos podían acceder a los cargos de dirección de los mismos (llamados consuls, prudhommes, prévots en el Reino de Francia; jurados y veedores en Castilla; priors y cònsols en el Principado de Cataluña; mayordomo en el Reino de Aragón; clavaris en el Reino de Valencia y sobreposats en Reino de Mallorca), bien por cooptación, por elección o a suertes, bien por designación de las autoridades municipales en el caso de los gremios «regulados». El control de los gremios por los maestros, cada vez más apegados a sus privilegios y más preocupados por la aparición de nuevas formas de producción «capitalistas», se fue acentuando con el tiempo hasta convertir a los gremios a finales de la Edad Media en «organismos esclerotizados».